# Pere Comas i Duran
|  | Aquest article tracta sobre Pere Comas i Duran. Vegeu-ne altres significats a «Pere Comas». |

Pere Comas i Duran (Cardedeu, 11 de febrer de 1915 - 9 de setembre de 2004) va ser mestre d'escola, historiador, cronista i meteoròleg.
Als 19 anys va acabar la carrera de magisteri i de l'any 1950 fins al 1977 va ser director de l'escola Ramon Masip de Cardedeu. El 1950 va construir una estació meteorològica a Cardedeu i les dades d'aquesta estació apareixen publicades des de llavors diàriament al diari La Vanguardia, compaginant la seva professió pedagògica amb la d'historiador i meteoròleg.
La seva recopilació d'observacions de la natura fou pionera a tot l'estat. En els seus quaderns apuntava quan florien els arbres, quan tornaven els aus migratòries, i d'altres efemèrides fenològiques. Gràcies a aquesta recopilació de dades meteorològiques i fenològiques, la més gran del sud d'Europa, avui dia podem dir que, de mitjana, els arbres treuen la fulla a la primavera 20 dies abans del que la feien fa 50 anys. La importància del seu llegat s'examina a l'assaig La Tierra Herida, ¿Qué mundo heredarán nuestros hijos? de Miguel Delibes.
L'any 1980 li fou concedida la medalla "Alfonso X el Sabio" en reconeixement de la seva carrera i el 2004 el Premio Nacional de Meteorología atorgat per l'AEMET

## Obra
- Pere COMAS i DURAN. 600 anys del Carreratge quan Vilamajor, Cardedeu, Alfou i Santa Susanna esdevingueren "Carrer de Barcelona". Cardedeu: Museu Arxiu Tomàs Balvey, 1984.
- Pere COMAS (textos) i Josep CASTELLS (dibuixos). Cases de pagès. Cardedeu i rodalia. Cardedeu: Casal de Cultura Dr. Daurella (Museu-Arxiu Tomàs Balvey), 1982.
- Pere COMAS (textos) i Josep CASTELLS (dibuixos). Esglésies i ermites del Montseny. Cardedeu: Casal de Cultura Dr. Daurella (Museu-Arxiu Tomàs Balvey), 1994